# هومي (محراث)
الهومي (بالكورية: 호미) هو محراث يدوي تقليدي   قصير المقبض، يُستخدم في الزراعة الكورية منذ العصور القديمة.    تستعمل هذه الأداة لإزالة الأعشاب من حقول الأرز والمزارع، كما تُستخدم في حرث التربة، وزراعة البذور، واقتلاع البطاطس، وغيرها من الأعمال الزراعية. يشبه الهومي المعول في شكله ووظيفته. 
تنتشر أداة الهومي في جميع أنحاء كوريا، إلا أنّها تتميّز بخصائص محليّة تختلف من منطقة إلى أخرى. وبمعنى آخر، تُصنّف الهومي إلى ثلاثة أنواع رئيسة بحسب الظروف الطبيعية للمنطقة وأساليب الإدارة الزراعية فيها، وهي:
1. الهومي المحراشي (شكل المحراث)
2. الهومي المنجلي (شكل المنجل)
3. الهومي الثلاثي (الشكل المثلث)[7]

## التصميم
الهومي يصنع من الحديد ويتكون من نصل، وعنق، ومقبض. النصل هو اللوح الحديدي المستخدم للحفر أو سحب الأعشاب. المقبض مصنوع من قطعة دائرية من الخشب ويقع في نهاية العنق. العنق يربط النصل بالمقبض. شكل النصل عادة ما يكون مثلثًا مقلوبًا، حيث يكون الجزء السفلي مدببًا والجزء العلوي عريضًا. 

## معرض الصور

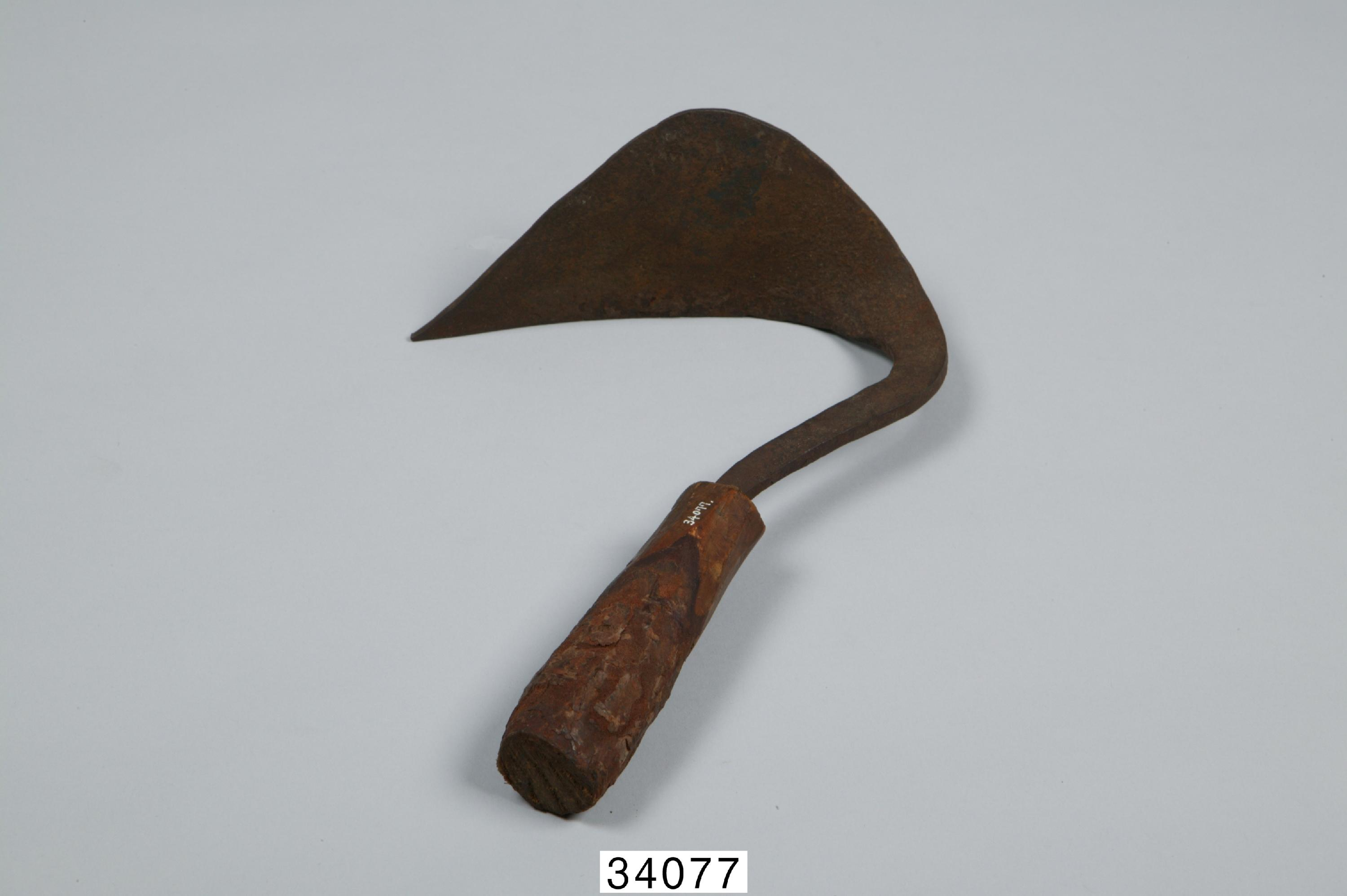
الهومي شبيه بمحراث النصل.

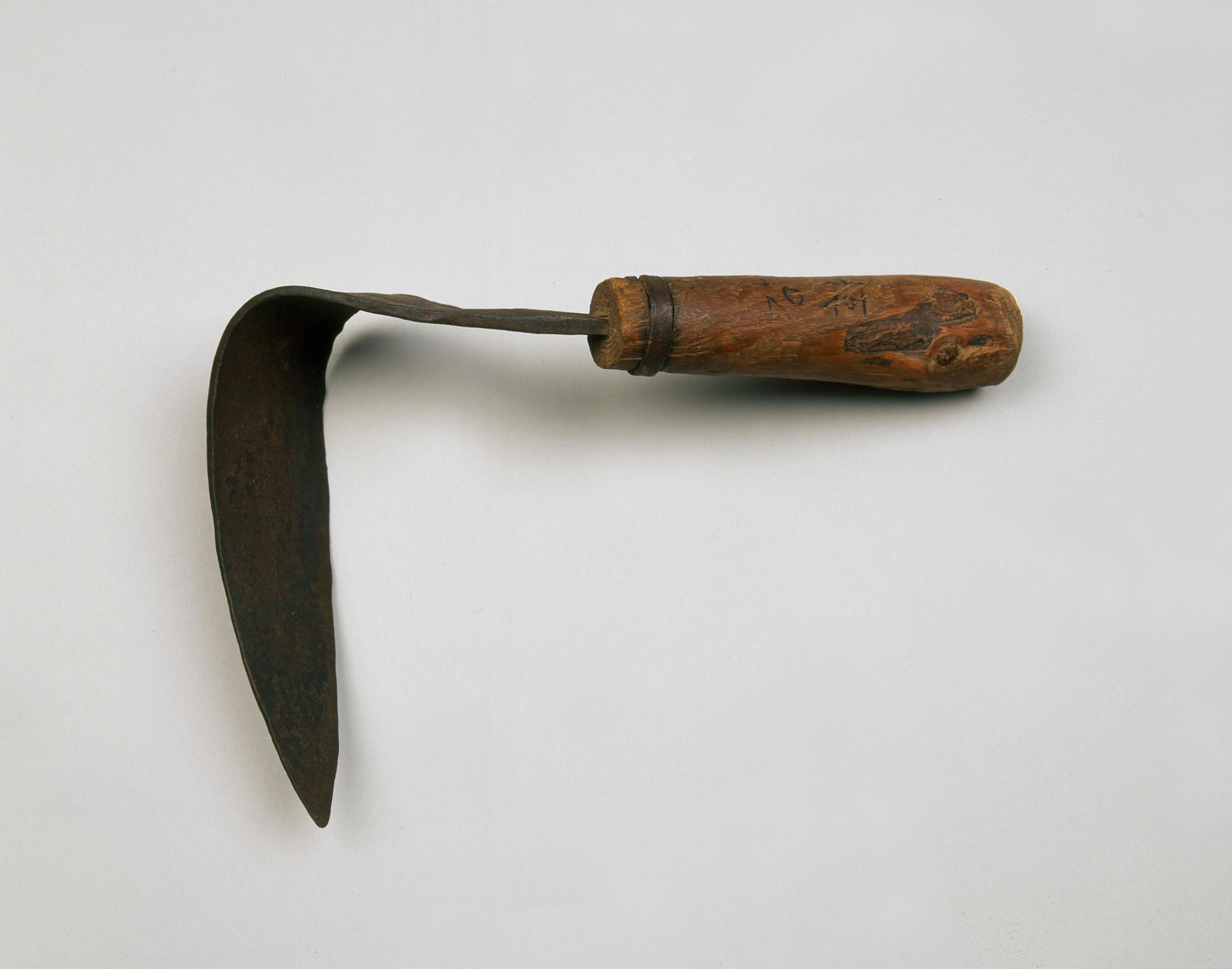
الهومي شبيه بالمنجل.

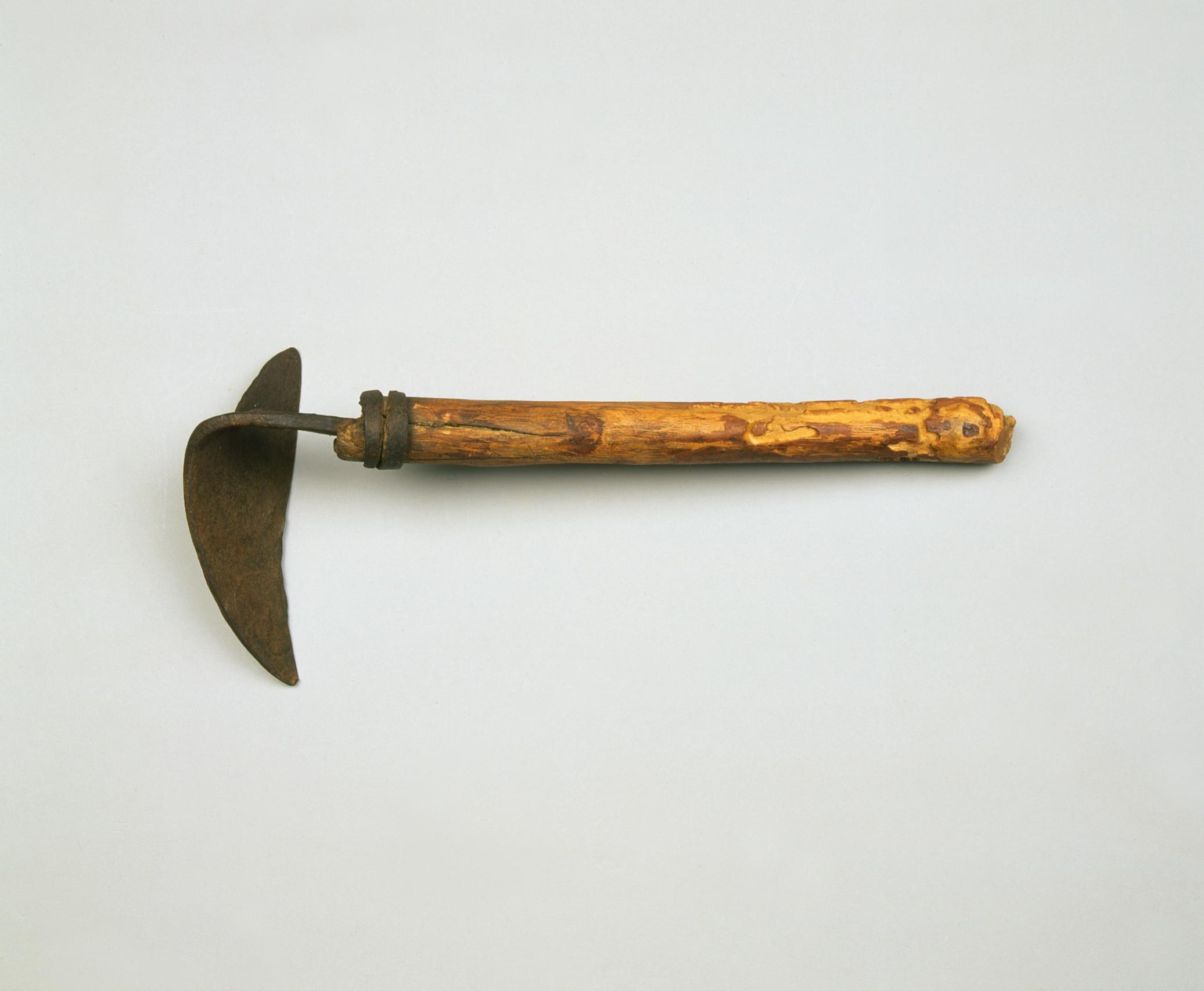
هومي على شكل مثلث.

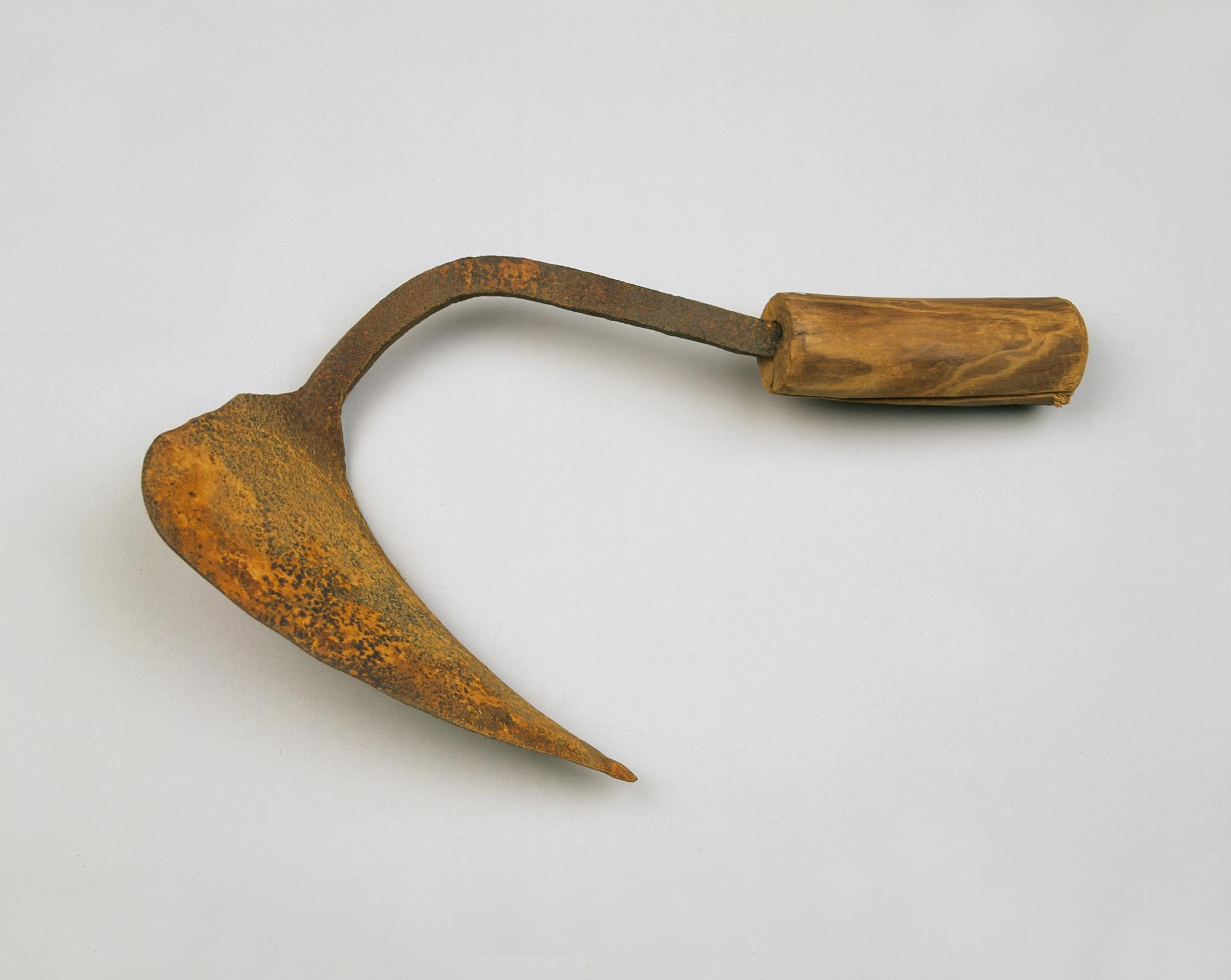
هومي لحقول الأرز